# Lymantria servula
Lymantria servula är en fjärilsart som beskrevs av Collenette 1935. Lymantria servula ingår i släktet Lymantria och familjen tofsspinnare. Inga underarter finns listade i Catalogue of Life.